# Rheumainstitut Klotzsche
Das Rheumainstitut war eine zwischen 1947 und 1973 in Klotzsche bestehende Einrichtung zur Erforschung und Therapie von Rheuma.

## Geschichte
Am 8. November 1947 wurde in der Stadt Klotzsche bei Dresden in einem Gebäude des Sächsischen Vereins für Rentnerheime ein Gesundheitshaus (GmbH), mit Beteiligung der Stadt Klotzsche gegründet. Pionierdienste in Vorbereitung der Grundlage für diese Anstalt leisteten Martin Vogel aus Hellerau und der erste Nachkriegsbürgermeister von Klotzsche, Herr Wachtveitl. Die Stadt Klotzsche eignete wurde wegen der Klimaverhältnisse für diese Einrichtung ausgewählt.
Am 23. April 1946 wurde eine Sauna im Kellergeschoss des Rheumainstitutes zur öffentlichen Nutzung übergeben. Innerhalb eines Jahres besuchten rund 90 Teilnehmer pro Tag diese Sauna. Die Sauna wurde von Elektroofenbau Geburtig (Inhaber Fritz Heinrich Geburtig) aus Klotzsche als Versuchsanlage entwickelt und nach erfolgreichem Einsatz als Patent angemeldet. Das Neue an der Sauna war der Saunaofen. Dieser wurde nicht wie die finnische Sauna mit Holz, sondern elektrisch beheizt, und der Saunaraum wurde mit erwärmter Frischluft beschickt. 
Durch den frühen Tod von Vogel wurden die weiteren Planungsarbeiten durch den Aufsichtsratsvorsitzenden Fischer und den Geschäftsführer Ohm zum Auf- und Ausbau der Rheuma-Poliklinik fortgeführt. Am 1. Juli 1948 schlug der Aufsichtsrat Hans Tichy als Chefarzt vor und bestätigte seine Ernennung. In dieser Poliklinik sollten auch Internisten, Chirurgen, Orthopäden und eine Zahnabteilung untergebracht werden. Das Hauptaugenmerk legte Tichy auf die Physikalische- und Bäderabteilung. Am 17. November 1950 stimmte die Gesellschaft der Auflösung der GmbH zu und gab eine Verzichtserklärung der Geschäftsanteile zu Gunsten des Volkseigentumes ab.
In den Folgejahren wurde das Institut zum „Leitinstitut“ für die gesamte DDR erhoben. Aufgrund der Erfolge in Praxis und Forschung in der Rheumatologie erfolgten Erfahrungsaustausche über die Ländergrenzen in Europa, Amerika, und Asien. 1956 wurde der Chefarzt Tichy in Anerkennung seiner Leistungen zum Professor mit Lehrauftrag für physikalische Therapie an die Medizinische Akademie Dresden berufen. Am Rheumainstitut wirkten des Weiteren die Ärzte Crasselt und Schedwill. Im Jahr 1973 wurde das Rheumainstitut geschlossen.